# It’s a Hard Life
It’s a Hard Life ist ein Lied der britischen Rockband Queen, das von Freddie Mercury geschrieben wurde und 1984 auf deren Album The Works erschien. Es war die dritte Single des Albums und erreichte in den britischen Singlecharts den 6. Platz sowie in den irischen Musikcharts den 2. Platz. Außerdem erschien es auf mehreren Live- und Kompilationsalben.
Das Lied handelt von den Schwierigkeiten, eine Beziehung zu erhalten und das Vertrauen des Partners zu haben.
Die ersten Takte zitieren das Ende der Arie Vesti la giubba aus der Oper Pagliacci (1892) des Komponisten Ruggero Leoncavallo.

## Musikvideo
Das Musikvideo wurde in München gedreht, wo Freddie Mercury währenddessen auch sein separates Solo-Album Mr. Bad Guy aufnahm. In dem Video sieht man die vier Bandmitglieder zusammen mit anderen Statisten, unter anderem Barbara Valentin, auf einem Ball, auf dem alle Anwesenden wie zur Zeit Königin Elisabeths I. gekleidet sind. Die Kulisse malten Robin Beers und Richard Watkinson. Die Drehkosten betrugen über 120.000 Pfund.
Roger Taylor sagte in den Kommentaren von Greatest Video Hits 2, dass er finde, das Lied sei eines der besten, die Mercury geschrieben habe, jedoch hasse er das Musikvideo und die Tatsache am Musikvideo mitgemacht zu haben.

## Besetzung
- Freddie Mercury: (Hintergrund-) Gesang, Piano
- Brian May: Lead-Gitarre, Hintergrundgesang
- Roger Taylor: Schlagzeug, Hintergrundgesang
- John Deacon: Bass